# Cantone di Saint-Cloud
Il Cantone di Saint-Cloud /sɛ̃ˈklu/ è una divisione amministrativa dell'arrondissement di Boulogne-Billancourt.
A seguito della riforma approvata con decreto del 26 febbraio 2014, che ha avuto attuazione dopo le elezioni dipartimentali del 2015, è passato da 1 a 5 comuni.

## Composizione
Prima della riforma del 2014 comprendeva il solo comune di Saint-Cloud.
Dal 2015 i comuni appartenenti al cantone sono i seguenti 5:
- Garches
- Marnes-la-Coquette
- Saint-Cloud
- Vaucresson
- Ville-d'Avray